# Diethardt von Preuschen
Diethardt Freiherr von Preuschen (* 8. März 1935 in Wiesbaden; † 26. August 2016 in Bonn) war ein deutscher Jurist und Ministerialbeamter. Vom 1. September 1981 bis zum 9. April 1985 war er Staatssekretär und Bevollmächtigter des Saarlandes beim Bund.
Von Preuschen studierte Rechtswissenschaften wurde an der Christian-Albrechts-Universität zu Kiel mit einer Dissertation über den Rechtsschutz in Gnadensachen des § 452 StPO zum Doktor der Rechte promoviert. Nach seiner Tätigkeit als Staatssekretär war er Mitarbeiter der FDP-Bundestagsfraktion und Rechtsanwalt.
Er war seit 1956 Mitglied des Corps Saxo-Borussia Heidelberg.

## Ehrungen und Auszeichnungen
- Ordre national du Mérite[2]